# Noviant-aux-Prés
Noviant-aux-Prés – miejscowość i gmina we Francji, w regionie Grand Est, w departamencie Meurthe i Mozela.
Według danych na rok 1990 gminę zamieszkiwały 154 osoby, a gęstość zaludnienia wynosiła 14 osób/km² (wśród 2335 gmin Lotaryngii Noviant-aux-Prés plasuje się na 891. miejscu pod względem liczby ludności, natomiast pod względem powierzchni na miejscu 535.).